# Curtiss No. 1
Curtiss No. 1 (також відомий як Gold Bug або Golden Flyer) — американський ранній експериментальний літак, перший літак самостійно спроектований і побудований Гленном Кертіссом у 1900-х роках.

## Історія створення
Після успіху в розробці літаків для Асоціації повітряних експериментів (Aerial Experiment Association), Гленн Кертісс заснував власну компанію, Herring-Curtiss Company, у березні 1909 року, спільно з Огастусом Геррінгом (Augustus Moore Herring).
Раніше, того ж місяця, Авіаційне товариство Нью-Йорка зробило замовлення Кертіссу на новий літак, вартістю 5000 USD. Таким чином, Curtiss No. 1 був першим літаком, спроектованим і побудованим Кертіссом. Хоча літак було побудовано вже після утворення компанії Herring-Curtiss, Кертісс спеціально назвав його лише своїм ім'ям. Тільки наступна, збільшена версія Curtiss-Herring No. 2, «Reims Racer» включала прізвище партнера Кертісса.

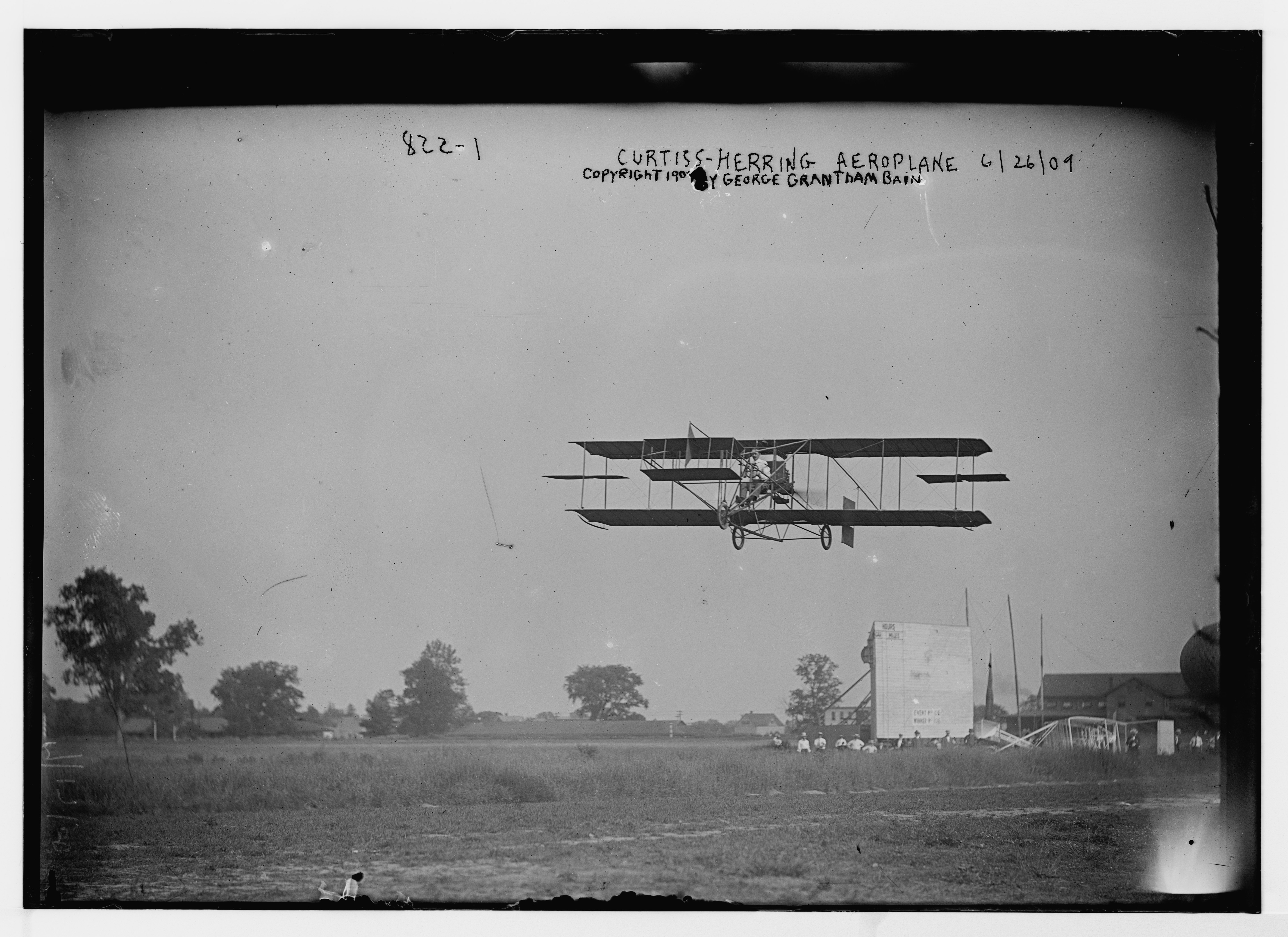
Curtiss No. 1 у повітрі

Літак Gold Bug було передано замовнику — Авіаційному товариству, але потім він був повернутий Кертіссу, який на ньому 17 липня 1909 року виграв змагання на премію журналу «Scientific American», за політ довжиною 39,7 км. (Премію журналу він вже отримував раніше, за офіційно зареєстрований політ довжиною більше милі на AEA June Bug, власної розробки). Підбадьорений цим успіхом, Кертіс планував узяти участь у першому міжнародному авіашоу, яке повинно було відбутись у Реймсі (Франція) у серпні 1909 року. Але, напередодні змагань, літак зазнав аварії та був сильно пошкоджений. Кертіс вирішив не відбудовувати його і побудував для змагань новий літак — No. 2, «Reims Racer».

## Конструкція
Каркас літака було виготовлено з бамбукових стовпів. Фюзеляж і крила були закріплені сталевим дротом. Силовою установкою слугував двигун V8, переобладнаний під водяне охолодження, який Кертісс раніше використовував у власному мотоциклі і який безпосередньо приводив у дію штовхальний гвинт діаметром 2,13 м. Крила були вкриті лише зверху. Елерони, якими керували, переміщуючи місце пілота, були (з метою обійти патент братів Райт) підвішені між крилами. На кормі було встановлено горизонтальний стабілізатор і кермо напрямку, яким керували за допомогою рульового колеса — штурвалу. Кермо висоти було попереду і рухалося завдяки переміщенню колеса вперед/назад.

## Технічні характеристики
Джерело: Curtiss
- Екіпаж: 1
- Довжина: 8,54 м
- Розмах крила: 8,77 м (з елеронами 9,98 м)
- Маса порожнього: 227 кг
- Максимальна злітна маса: 313 кг
- Силова установка: 1 × Curtiss C-4, 4 — циліндровий рядний поршневий двигун з водяним охолодженням, 25 — 30 к.с. (19 — 22 кВт)
- Повітряний гвинт: 2 — лопатевий штовхаючий
- Діаметр гвинта: — 2,13 м
- Максимальна швидкість: 72 км/год

## Цікаві факти
Спочатку літак не мав назви, але його називали Золотим жуком (англ. Gold Bug) через золотисто — жовтий колір шовку, що вкривав крила. Пізніше його офіційно назвали Golden Flyer.

## Галерея

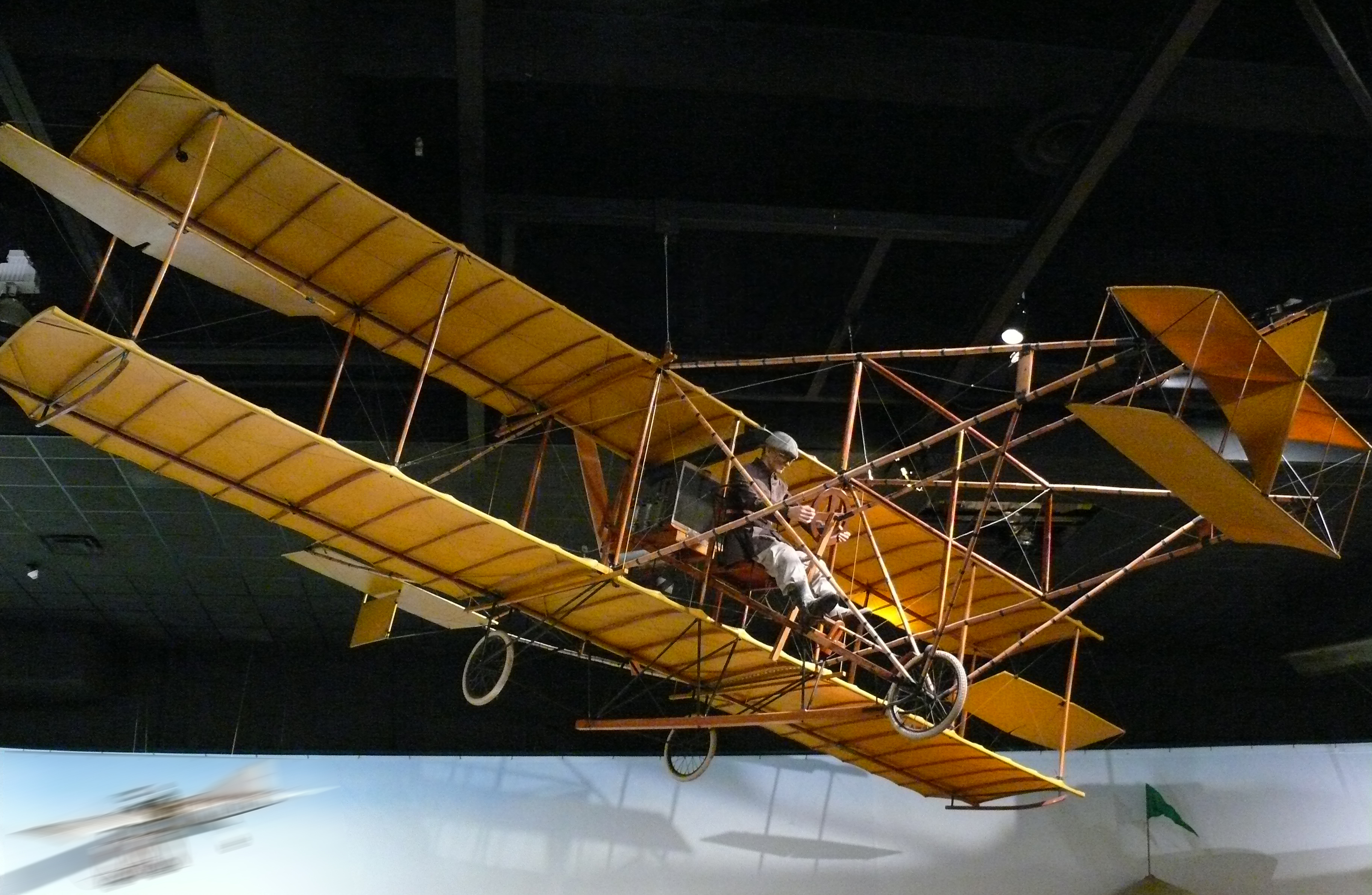
репліка Curtiss Golden Flyer
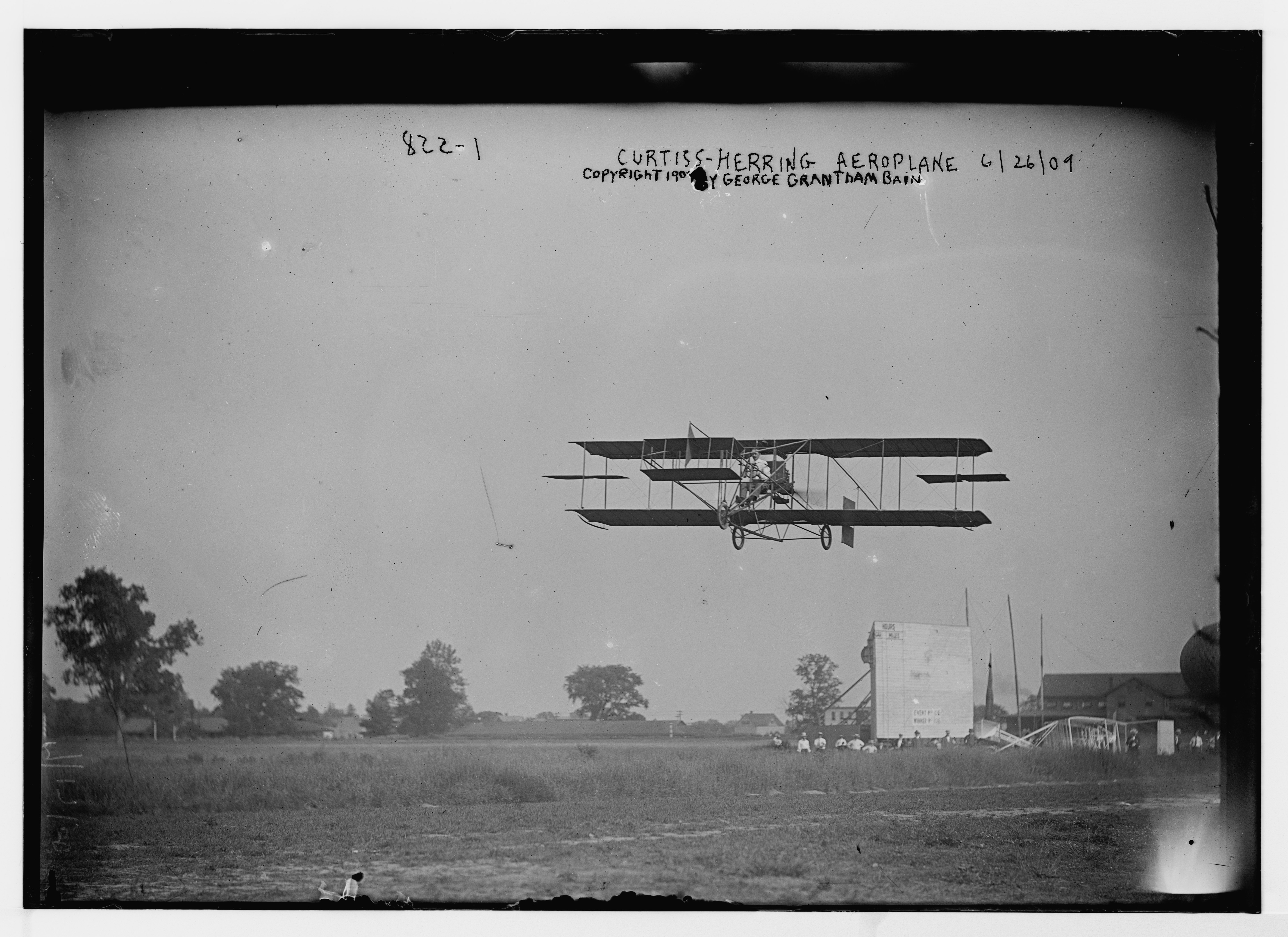
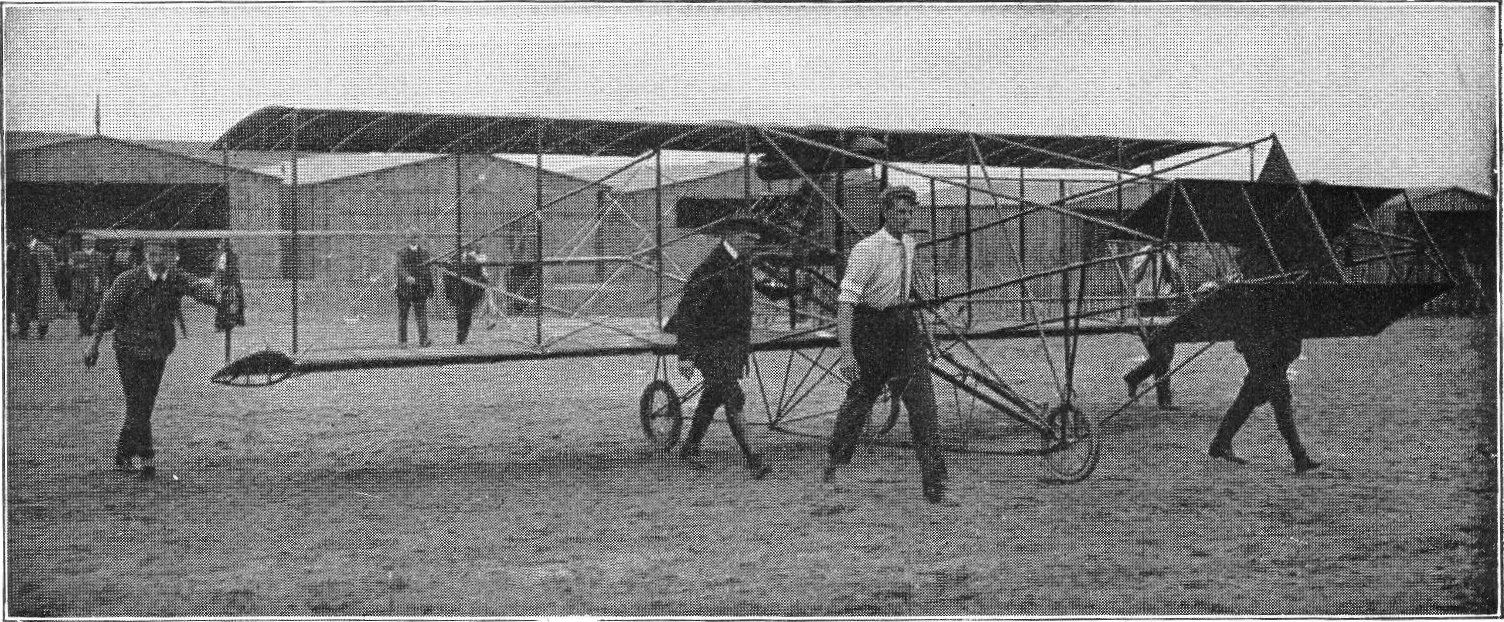
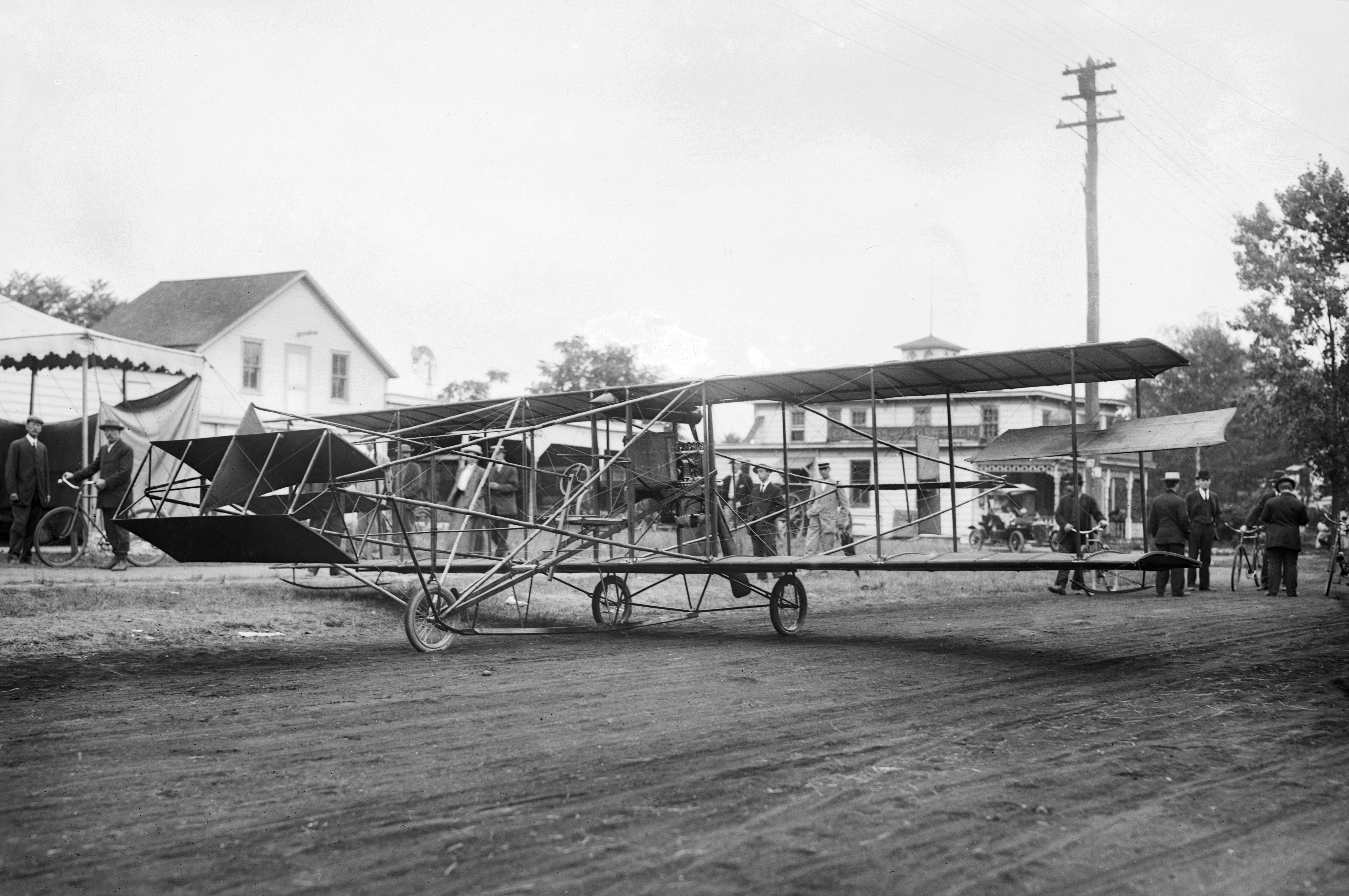